# مارک آنتوان شارپانتیه

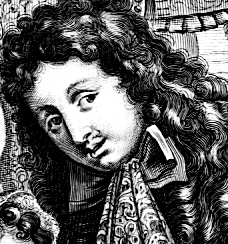
یک حکاکی مربوط به سال ۱۶۸۲ که تصور می‌شود تصویر شارپانتیه است.

مارک آنتوان شارپانتیه (به فرانسوی: Marc-Antoine Charpentier؛ تلفظ به فرانسه: [maʁk ɑ̃.twan ʃaʁ.pɑ̃.tje]؛ ۱۶۴۳ – ۲۴ فوریه ۱۷۰۴) یک آهنگساز اهل فرانسه در دورهٔ باروک بود.
شارپانتیه فوق‌العاده پرکار بود و آهنگ‌های متنوعی را با بالاترین کیفیت در ژانرهای مختلف تولید می‌کرد، اما بیش از همه، تسلط او در نوشتن موسیقی آوازهای مذهبی به رسمیت شناخته شده و مورد ستایش معاصرانش قرار گرفته‌است.
هر نوع ارتباط خانوادگی بین او و گوستاو شارپانتیه آهنگساز اپرای اواخر قرن نوزدهم و اوایل قرن بیستم، بسیار بعید است.